# 이승신 (럭비 선수)
이승신(李承信, 2001년 1월 13일~)은 대한민국의 럭비 선수이다.
대한민국 국적이지만 일본 대표팀 소속으로 뛰고 있다.